# 한호림
한호림은 대한민국의 그래픽디자이너이다. 저서 《꼬리에 꼬리를 무는 영어》로 유명하다. 1945년 서울에서 태어나 서울흥인초등학교, 덕수중학교, 덕수상업고등학교, 홍익대학교 미술대학을 졸업했다. 미술학도 시절 비너스, 아폴로 같은 석고상을 접하면서 그리스 신들의 생김새와 익숙해졌고 그걸 계기로 대학교 재학 중 해군에 입대하면서 《성경》과 《그리스·로마 신화》 두 권을 가져가 파고들었다. 모교 미술 교사를 거쳐 시각디자인과 교수가 되었다. 그 와중에 일반인의 국외 여행이 자유로워지면서 외국으로 여행을 다니며 사진으로만 접했던 그리스·로마 신들을 직접 만났다. 1987년 캐나다로 이민을 갔고 미국과 캐나다를 돌아다니며 영어와 신화 자료들을 모으게 되었다. 이런 경험을 바탕으로 1993년 영미권 현지에서 채굴한 자료들을 중심으로 영어의 어원을 재미있게 소개한다는 컨셉트의 《꼬리에 꼬리를 무는 영어》를 저술하였고 이 책은 대한민국에서는 물론이고 일본과 중국에서도 발간되어 사랑을 받았다.

## 저서
- 《꼬리에 꼬리를 무는 영어》. 디자인하우스. 1993년. ISBN 8970410902
- 《뉴욕에 헤르메스가 산다 1》. 웅진지식하우스. 2010년. ISBN 9788901108339
- 《뉴욕에 헤르메스가 산다 2》. 웅진지식하우스. 2010년. ISBN 9788901108346
- 《한호림의 진짜 캐나다 이야기》. 리수. 2011년. ISBN 9788990449764

이외에도 꼬리에 꼬리를 무는 한자, 주니어 꼬리에 꼬리를 무는 영어, children's 꼬리에 꼬리를 무는 영어, 귀로 듣는 꼬리에 꼬리를 무는 영어 등의 저서를 썼다.